# Umeälven
Az Umeälven Észak-Svédország  egyik legnagyobb folyója. Az Ume szó etimológiája vitatott. Az älv, illetve határozott alakban älven szó svédül folyót jelent.

## Földrajzi leírása
Az Ume folyó 467 km hosszú. Vízgyűjtő területe 26 820 km², közepes vízhozama a torkolatánál  442,5 m³/s. Az Överuman tóból ered a norvég határ közelében, Lappföld délnyugati részén, Storuman község területén.  Délkeleti irányba folyik, Umeå városa közelében éri el a Balti-tenger Botteni-öblét, annak svédül Kvarkennek nevezett szűkületénél. Deltatorkolata  felett az Obbola-híd ível át Holmsund és Obbola helységek között. A folyó Lycksele község, Vindeln község. Vännäs község és Umeå község területét érinti. Nagyobb lakott települések a partján Storuman, Lycksele és Umeå.
A folyó a felső szakaszán több természetes és duzzasztásos tavon halad át. A legnagyobb ezek közül a Storuman (352 m tszf). További jelentősebb tavak a Gäuta, az Ajaure és a Gardiken.
Legjelentősebb mellékvize a Vindelälven, ami csaknem ugyanolyan hosszú, mint az Ume-folyó és Vännäsby mellett, a tengertől csak néhány tíz kilométerre csatlakozik. A második legnagyobb mellékfolyó a Juktån. További mellékvizei közül említést érdemel a Gejmån, a Jovattsån, a Tärnaån, a Kirjesån, a Gierjesån a felső szakaszon, valamint a Ramsan az alsó szakaszon.
A folyó energiáját gyakorlatilag egész hosszában vízerőművek aknázzák ki. Évi össztermelésük nagyságrendileg 10 TWh. Közülük, és egyben az országban a legnagyobb a Stornorrfors, 600 MW teljesítménnyel, Umeå közelében. A vízerőmű mellett fedezték fel a 80-as években a több ezer éves norrforsi sziklarajzokat, Svédország legészakibb ilyen emlékeit.
Stornorrforsnál hallépcső épült a lazac felfelé vándorlásának lehetővé tételére. A vízerőmű közelében halivadék-tenyésztés is folyik.

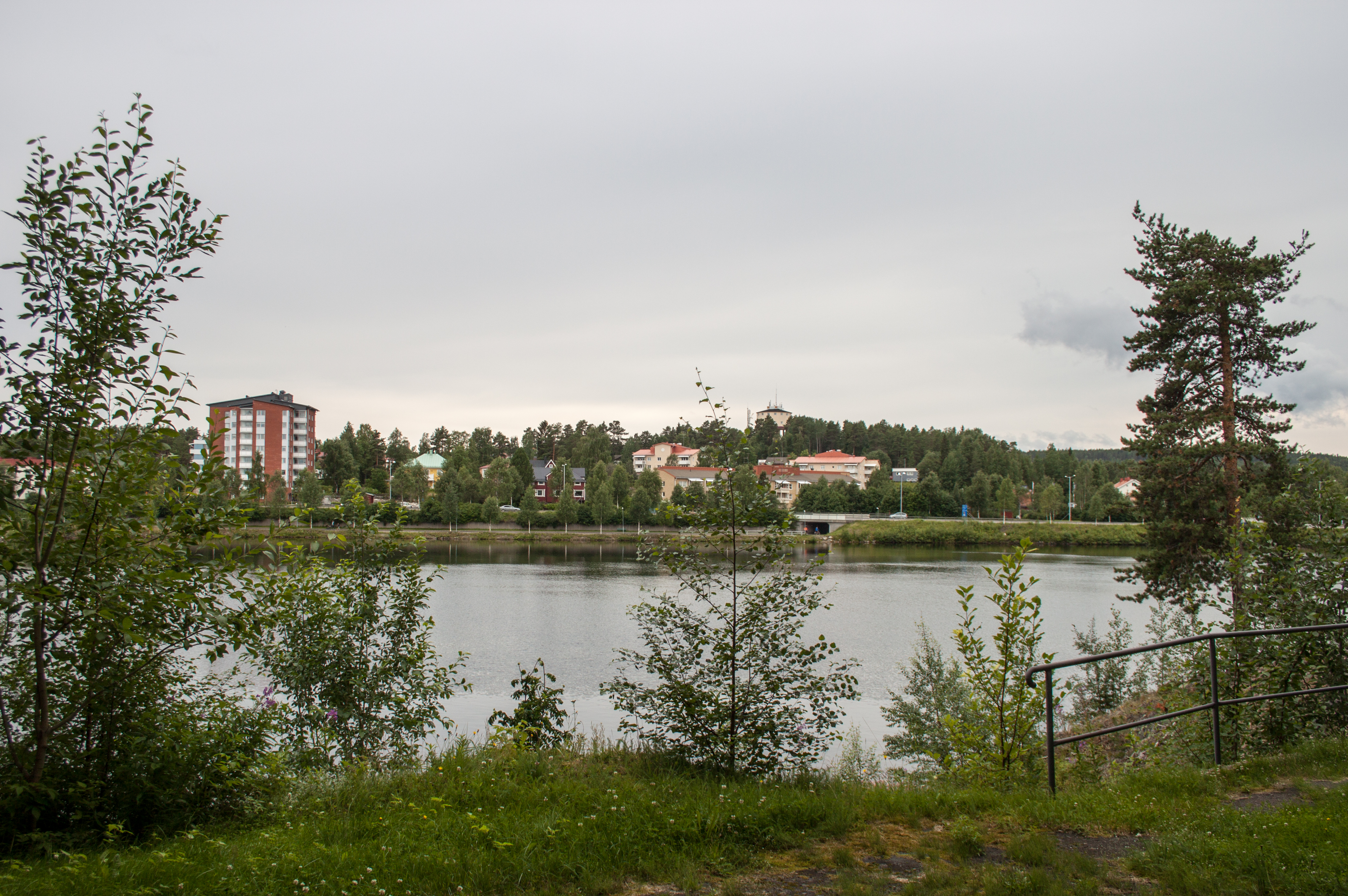
A folyó Lycksele városában
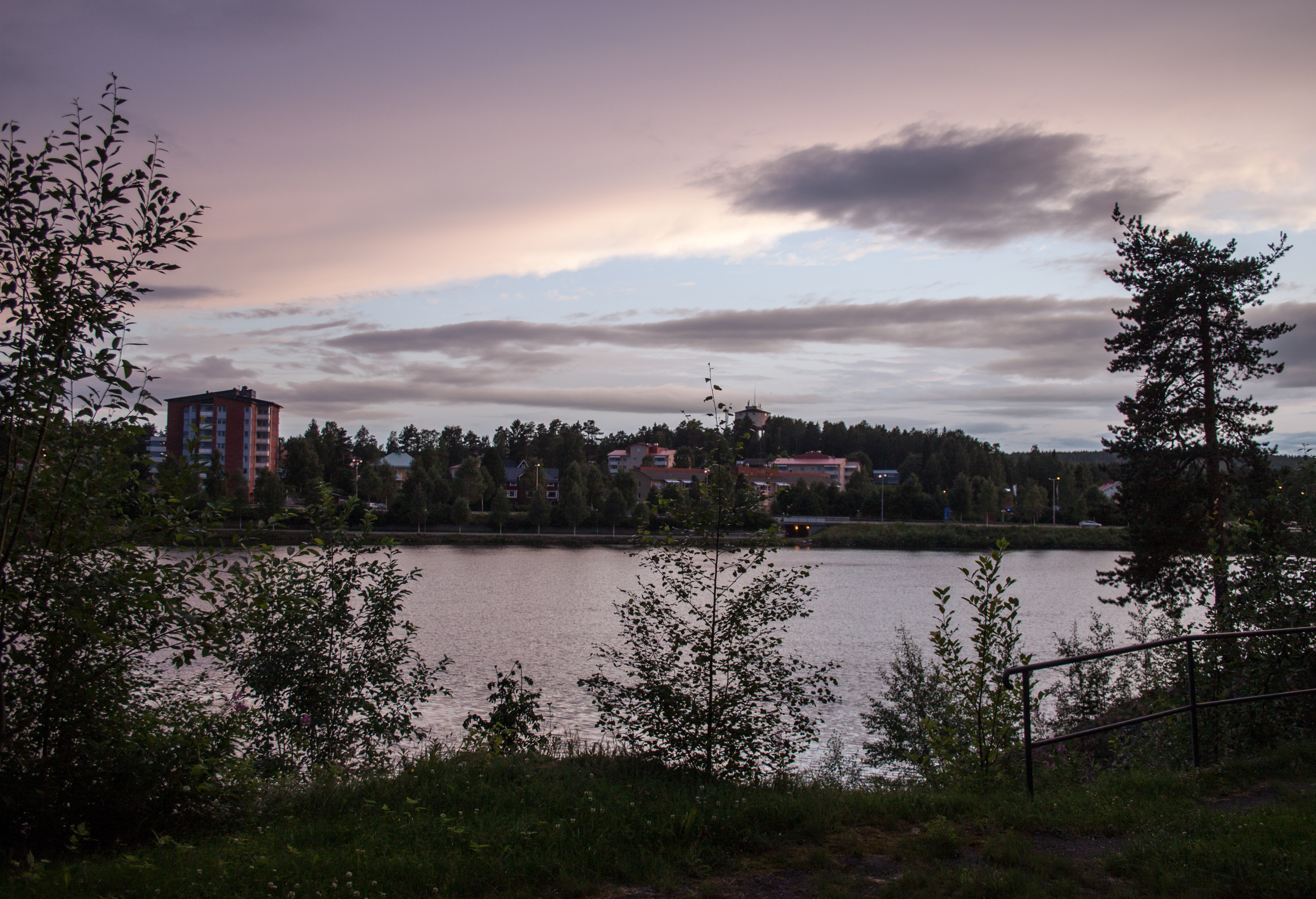
Ugyanott éjjel 11-kor
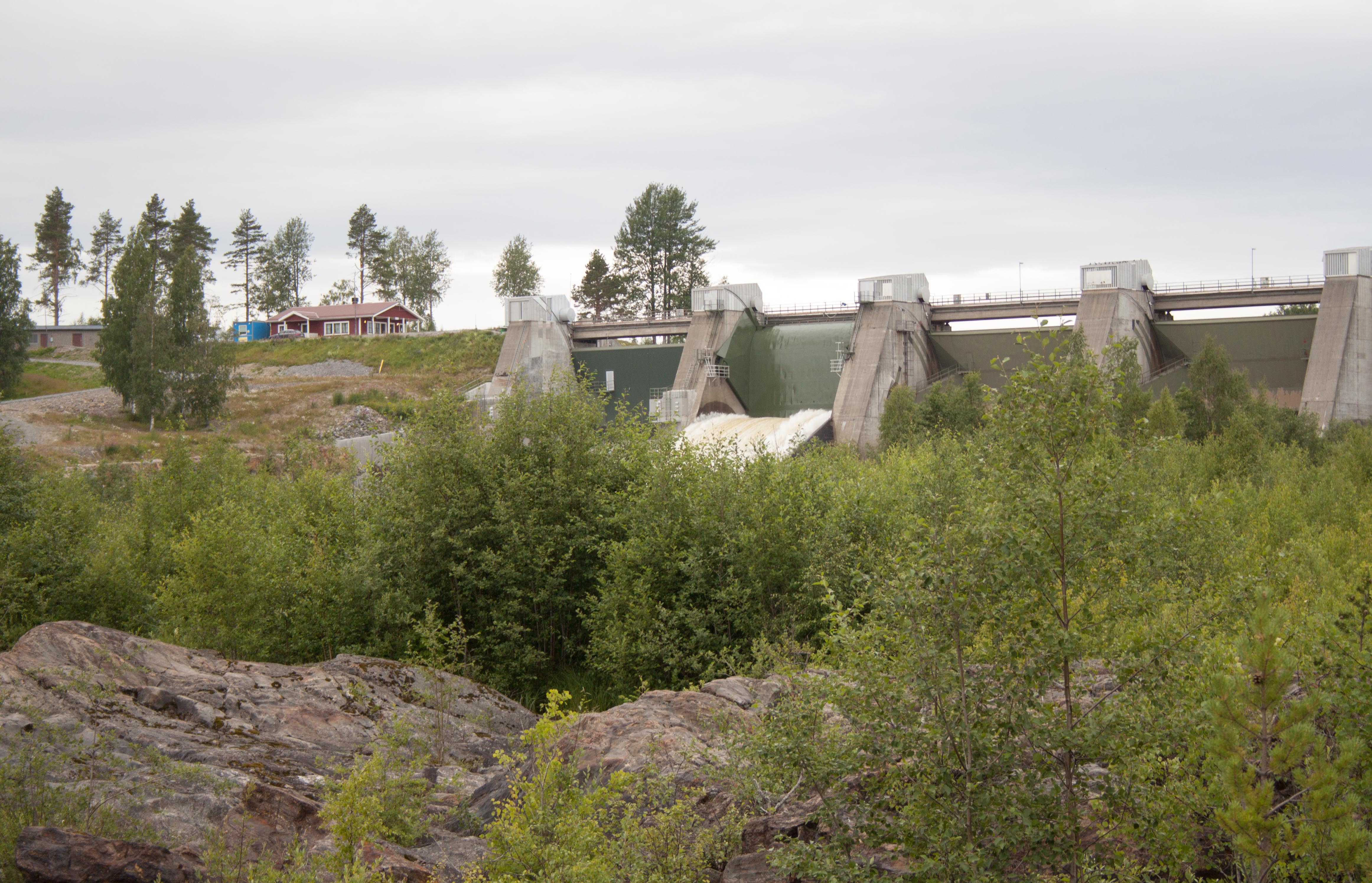
A Stornorrfors vízerőmű a sziklarajzok felől
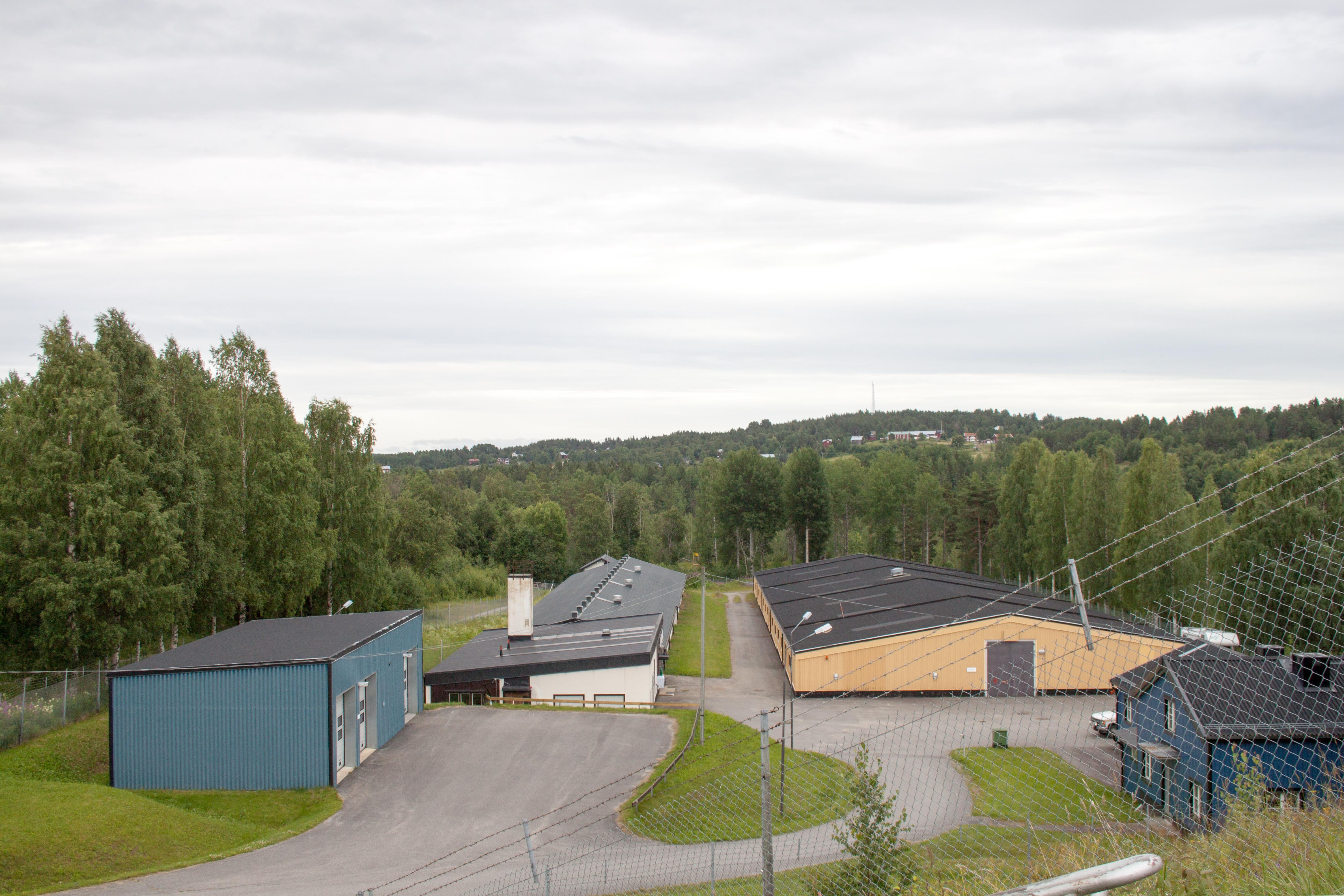
Lazacivadék-nevelő telep

## Fordítás
- Ez a szócikk részben vagy egészben a Ume älv című svéd Wikipédia-szócikk ezen változatának fordításán alapul.  Az eredeti cikk szerkesztőit annak laptörténete sorolja fel. Ez a jelzés csupán a megfogalmazás eredetét és a szerzői jogokat jelzi, nem szolgál a cikkben szereplő információk forrásmegjelöléseként.